# 益部耆舊傳
《益部耆旧傳》是由西晋陳壽編寫的一部著作，共十四卷，是漢朝至曹魏時期的益州人物志，該書記載了益州二百四十八位人物事跡。該著作沒有流傳下來。東漢建武年間以來，當時有一本名為《巴蜀耆旧传》的書籍流傳。陈寿對這本書的品質不滿意，於是他又在《巴蜀耆旧传》的基礎上放入漢中郡人物的內容，寫成《益部耆旧傳》。散骑常侍文立把這本書交給晉武帝閱讀，晉武帝覺得寫得不錯。裴松之注《三国志》、颜师古注《汉书》、酈道元注《水经》以及《初学记》、《太平御览》等書都引用有該书的內容。